# Dreamfall Chapters
Dreamfall Chapters es la secuela de los videojuegos de aventura The Longest Journey y Dreamfall, desarrollado por Red Thread Games y diseñado por Ragnar Tørnquist, quien escribió y diseñó los juegos anteriores. El 21 de octubre de 2014 se lanzó el primer episodio del juego.

## Jugabilidad
Tørnquist declaró (extraoficialmente) que los Capítulos serían similares a Dreamfall en lo que a jugabilidad se refiere. Los personajes jugables serían controlados desde una perspectiva en tercera persona, pero el "campo de enfoque" no se usaría más a partir de entonces. La jugabilidad es una mezcla de "puzles, exploración, conversaciones, minijuegos y acción". Tørnquist comentó específicamente  que los combates (un punto muy criticado de Dreamfall) serían "renovados" para no "parecer el típico combate de acción-aventura [...] o estar completamente rotos", siendo en su lugar una "mezcla de puzles, resolución de problemas y acción -aunque evitando los quick time events".

## Historia
Tørnquist desde que comentó que la historia de Dreamfall Chapters continuará exactamente donde finalizó Dreamfall o incluso antes, para presentarlo va a acabarlo como un punto de vista alternativo. Según Tørnquist, la historia tendrá una narración múltiple siguiendo a varios personajes, tanto nuevos como viejos, incluyendo "una nueva emocionante heroína". Por ejemplo,Tørnquist confirmó que Zoë Castillo y Kian Alvane, así como Cortez, regresarán de personajes pero se negó a hablar acerca de la situación de April Ryan después del controvertido final de Dreamfall. En su blog, también comentó algunas pistas acerca del desarrollo de la historia.